# NGC 3408
NGC 3408 је спирална галаксија у сазвежђу Велики медвед која се налази на NGC листи објеката дубоког неба.
Деклинација објекта је + 58° 26' 19" а ректасцензија 10h 52m 11,5s. Привидна величина (магнитуда) објекта NGC 3408 износи 13,5 а фотографска магнитуда 14,2. NGC 3408 је још познат и под ознакама UGC 5977, MCG 10-16-16, CGCG 291-6, IRAS 10490+5842, PGC 32616.